# Sebastián López de Velasco
Sebastián López de Velasco (Segovia, 1584-Granada, 1659) fue un compositor y maestro de capilla español.

## Biografía
Fue hijo del también músico Diego López de Arellano y Francisca de Velasco, vecinos de Segovia. Se inició como niño de coro en la Catedral de Segovia hacia 1596, bajo la dirección del maestro Pedro Serrano.
Tras su formación pasó brevemente por el magisterio de la iglesia de Santa Columba de Segovia y luego también brevemente, unos meses de 1607, por el de la Colegiata de Berlanga de Duero. Es probable que el «Sebastián López» que fue presentado como maestro de capilla de la Colegiata de Medinaceli el 3 de julio de 1604 sea este mismo compositor. Permanecería en Medinaceli hasta 1605, cuando se nombró para el magisterio a Jerónimo González.
En 1607, con solo 21 años, obtuvo el puesto de maestro de capilla de la catedral de El Burgo de Osma. De hecho había quedado segundo, pero el ganador, Bernardo de Peralta, por no «tener en toda regla» los informes genealógicos fue rechazado. López Velasco tomó posesión del cargo el 10 de diciembre de ese año.
En 1614 ganó por oposición la plaza de maestro de capilla de la Catedral de Segovia y en 1618 obtuvo el puesto de maestro de capilla del Monasterio de las Descalzas Reales de Madrid.
En 1635 debido a una enfermedad de la vista que le dificultaba ejercer sus funciones en Madrid, le pidió al rey el traslado a la Catedral de Granada como racionero, pues este puesto pertenecía al Patronato Real. Permaneció en Granada hasta su fallecimiento en 1659.

## Obra
Puede considerarse uno de los iniciadores del nuevo estilo de la música barroca en España, lo que le da una posición central entre los compositores de la época. Su Libro de missas introduce innovaciones en los campos de la melodía, el contrapunto, el acompañamiento, la policoralidad y la contextura general de la obra.

### Publicaciones
- Libro de missas, motetes, salmos, magníficas y otras cosas tocantes al culto divino de Sebastián López de Velasco (1628)

### Revisiones
- Arte de canto llano : Con entonaciones comunes de Coro, y Altar, y otras cosas diversas ...  Compuesto por Francisco de Montanos; y ahora nuevamente corregido, y enmendado por Sebastián López de Velasco ...; Añadida la Missa del Ángel Custodio ... (1635)